# Ɏ
Y con una barra (Ɏ, minúscula: ɏ) es una letra del alfabeto latino extendido usada en la lengua fіlipina lubuagense así como en el estudio del galés antiguo. Está formada por una Y con una barra inscrita horizontal.

## Uso
Se usa en el dialecto de Lubuagan del idioma kalinga, una de las lenguas de Filipinas hablada al norte de Luzón, en la Provincia de Kalinga. Representa una consonante espirante fricativa sonora /ð̞/.
En el estudio del galés antiguo, John Morris-Jones usa la Y barrada para indicar la epéntesis de la vocal media central [ə].

## Codificación digital
Esta letra tiene las siguientes representaciones Unicode
| Carácter      | Ɏ                                  | Ɏ                                  | ɏ                                | ɏ                                |
| ------------- | ---------------------------------- | ---------------------------------- | -------------------------------- | -------------------------------- |
| Unicode       | LATIN CAPITAL LETTER Y WITH STROKE | LATIN CAPITAL LETTER Y WITH STROKE | LATIN SMALL LETTER Y WITH STROKE | LATIN SMALL LETTER Y WITH STROKE |
| Codificación  | decimal                            | hex                                | decimal                          | hex                              |
| Unicode       | 590                                | U+024E                             | 591                              | U+024F                           |
| UTF-8         | 201 142                            | C9 8E                              | 201 143                          | C9 8F                            |
| Ref. numérica | &#590;                             | &#x24E;                            | &#591;                           | &#x24F;                          |